# Урсула Бранденбурзька (1488—1510)
Урсула Бранденбурзька (нім. Ursula von Brandenburg, 17 жовтня 1488 — 18 вересня 1510) — бранденбурзька принцеса з династії Гогенцоллернів, донька курфюрста Бранденбургу Йоганна Цицерона та саксонської принцеси Маргарити, перша дружина герцога Мекленбургу Генріха V Миролюбного.

## Біографія
Народилась 17 жовтня 1488 року у Берліні. Була шостою дитиною та четвертою донькою в родині курфюрста Бранденбургу Йоганна Цицерона та його дружини Маргарити Саксонської. Мала старшого брата Йоахіма Нестора та сестру Анну. Інші діти померли в ранньому віці до її народження. Згодом сімейство поповнилося сином Альбрехтом.

Втратила батька у віці 10 років. Матір більше не одружувалась й усамітнено провела решту життя в удовиній резиденції в Шпандау. Опікуном неповнолітніх дітей став їхній дядько, маркграф Бранденбург-Ансбаху Фрідріх I.

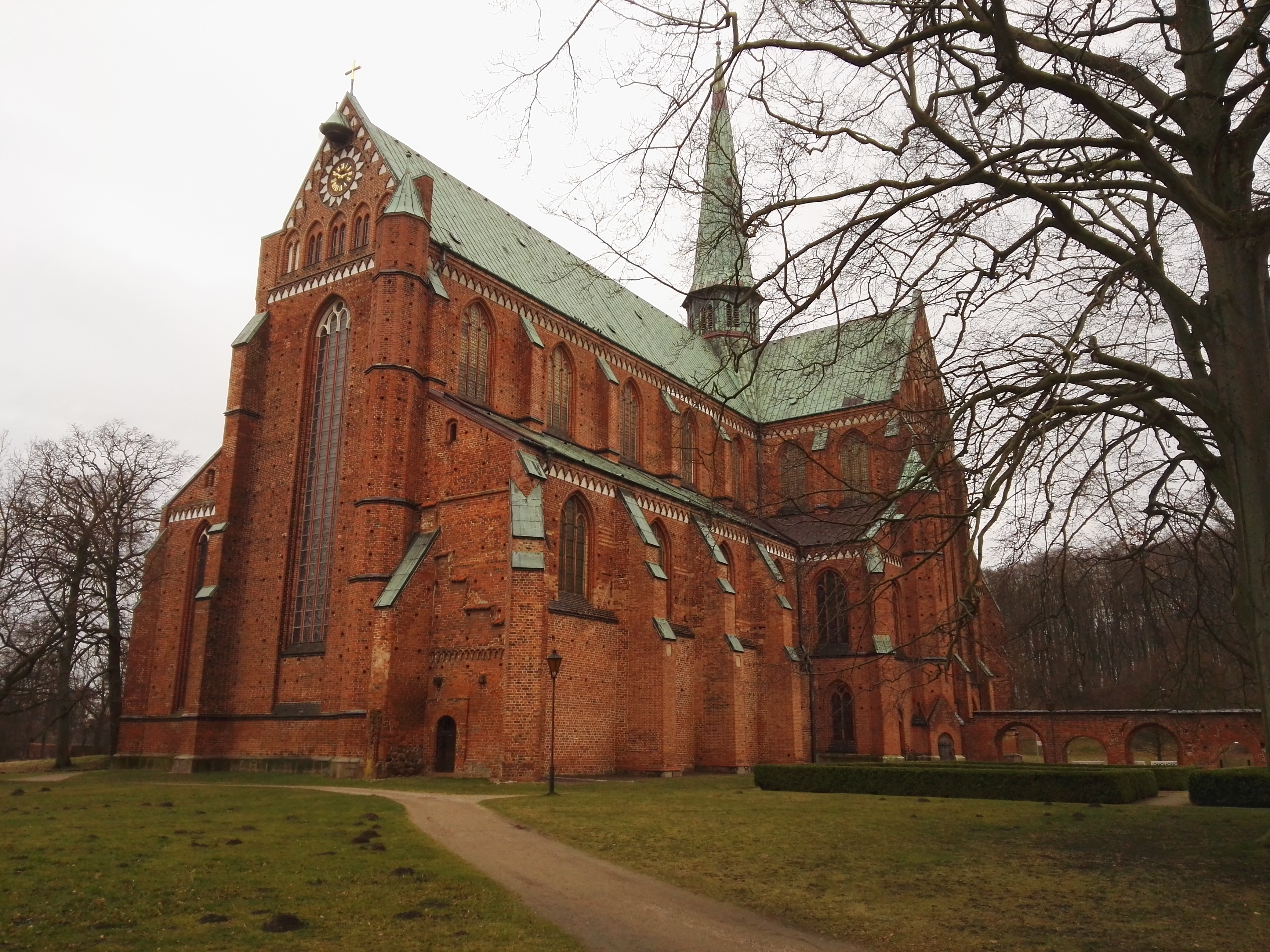
Доберанський монастир, світлина 2019 року

У 18 років була видана заміж за 27-річного герцога Мекленбургу Генріха V. Весілля відбулося 16 лютого 1507 року. Генріх правив разом із братами Альбертом та Еріхом і дядьком Бальтазаром. До кінця 1508 року двоє останніх померли, і Альберт залишився єдиним співправителем.
Урсула пішла з життя за три тижні після народження молодшої доньки у Гюстрові, 18 вересня 1510 року. Була похована у Доберанському монастирі. 1513 року Генріх узяв другий шлюб з пфальцькою принцесою Єленою.

## Родина
Чоловік — Генріх V
Діти:
- Софія (1508—1541) — дружина князя Брауншвейг-Люнебургу Ернста I, мала десятеро дітей;
- Магнус (1509—1550) — князь-єпископ Шверіну у 1532—1550 роках, був одружений з данською принцесою Єлизаветою, дітей не мав;
- Урсула (1510—1586) — остання настоятелька монастиря кларисок у Рібніці.